# Сивчук, Николай Владимирович
Николай Сивчук (родился 23 июля 1981 года в Сургуте) — российский баянист. Выступает как солист, камерный музыкант, аранжировщик, педагог и композитор.

## Биография
В 1995 году Николай Сивчук получил стипендию Благотворительного общественного фонда «Новые имена» — проекта, который поддерживает молодые таланты и проводит мастер-классы с известными российскими музыкантами. Там он познакомился с профессором Вячеславом Семёновым, в класс которого в Российской академии музыки имени Гнесиных в Москве он поступил в 2000 году.
В 2002 году в составе дуэта «Югория» (Алексей Пересидлый и Николай Сивчук) записал альбом «Свет и Тени» на тон-студии Мосфильм.
В 2003 году Сивчук выиграл чемпионат мира по аккордеону Coupe Mondiale (Кубок мира) в категории «Академический баян». Это стало началом успешной международной карьеры музыканта. Сивчук гастролировал по России, Германии, Франции, Италии, Испании, Кипру, Финляндии, Дании, Сербии, Венгрии, Португалии, Китаю.
В 2021 году Сивчук исполнил свою композицию «Колыбельная гор» на церемонии вручения премии имени Менделеева в зале ЮНЕСКО в Париже.
Николай Сивчук является преподавателем Международного благотворительного фонда для одаренных детей «Новые Имена», ежегодно дает мастер-классы по городам России и в «Летней Творческой Школе», является членом жюри различных конкурсов, а также принимает участие в ведущих российских фестивалях: «Поколение Звёзд», «Vivacello», «Музыкальная Экспедиция», «Vivarte», «Звёзды на Байкале», принимает участие в благотворительных концертах. Куратор и «Большая звезда» в ежегодном детском фестивале «Большие и Малые звёзды».

## Награды
Николай Сивчук — лауреат крупнейших российских и международных конкурсов аккордеона и баяна:
- 1998 — Международный конкурс-фестиваль «Балтика — гармоника», Санкт-Петербург — 1 премия (соло)
- 1999 — Первые Всероссийские юношеские Дельфийские игры, Саратов[5] — золотая медаль (соло)
- 2000 — Международный конкурс исполнителей на народных инструментах им. В. В. Андреева, Санкт-Петербург — 2 премия (соло)
- 2001 — I Всероссийский открытый конкурс баянистов и аккордеонистов «Югория», Сургут[6] — 1 премия (в составе дуэта «Югория»), 2 премия (соло)
- 2002 — XXXIX Международный конкурс конкурс баянистов и аккордеонистов «Фогтляндские дни гармоники» («Internationaler Akkordeonwetttbewerb Klingental»), Германия — 1 премия (в составе дуэта «Югория»)
- 2003 — Кубок мира среди аккордеонистов Coupe Mondiale, Словакия-Венгрия — 1 премия (соло)
- 2005 — XLII Международный конкурс баянистов и аккордеонистов «Фогтляндские дни гармоники» — «Internationaler Akkordeonwetttbewerb Klingental», Германия[7] — 3 премия (соло)
- 2006 — Международный конкурс «Шанхайская Весна» («Shanghai Spring»), Китай[8] — гран-при (в составе дуэта «Югория»).

## Сотрудничество
Сивчук регулярно выступает на главных сценах страны — в Концертном зале Зарядье, Концертном зале им. Чайковского, Большом зале Консерватории им. П. И. Чайковского и сценах филармоний России, а также сотрудничает с ведущими оркестрами и дирижёрами, такими, как Артём Маркин, Алим Шахмаметьев, Дмитрий Васильев, Михаил Леонтьев, Вячеслав Валеев, Дмитрий Филатов, Станислав Малышев.
Его партнерами по сцене были виолончелист Борис Андрианов, гитаристы Дмитрий Илларионов и Яманду Коста, скрипачи Елена Ревич и Сергей Догадин, пианисты Вадим Холоденко, Андрей Гугнин, Рем Урасин.